# ديكر الغابات الأحمر
ديكر الغابات الأحمر (الاسم العلمي: Cephalophus natalensis) ظبي صغير من جنس الديكر وجد في غابات وأراضي الأشجار القمئية في وسط وجنوب أفريقيا في مالاوي، موزمبيق، جنوب أفريقيا وجنوب تنزانيا.

## اقرأ كذلك
- قائمة مزدوجات الأصابع حسب العدد